# Hans Christian Andersen

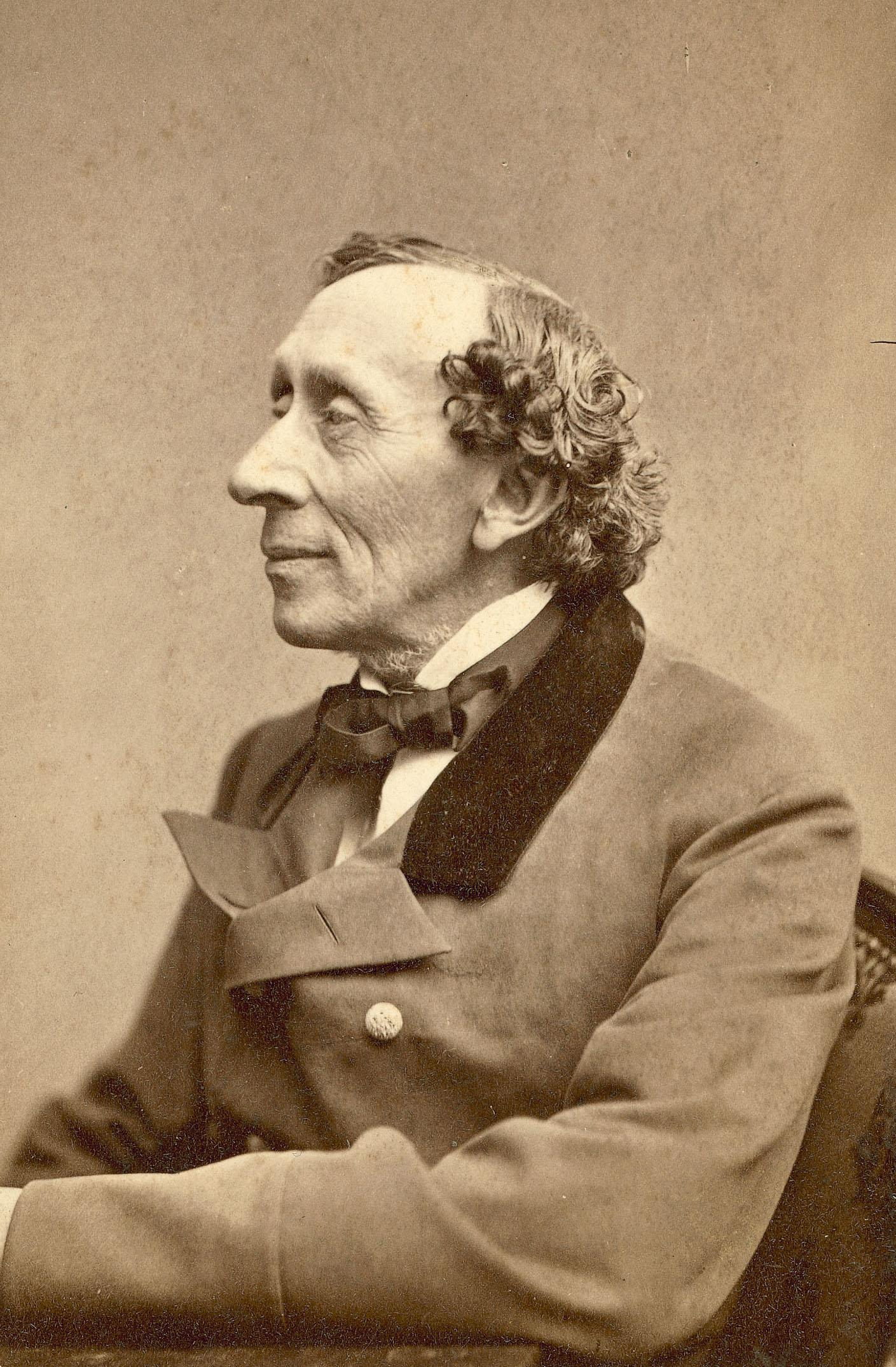
Hans Christian Andersen, 1869

Hans Christian Andersen anhörenⓘ (* 2. April 1805 in Odense; † 4. August 1875 in Kopenhagen), der sich als Künstler zeitlebens nur H. C. Andersen nannte, ist der bekannteste Dichter und Schriftsteller Dänemarks. Weltberühmt wurde er durch seine zahlreichen Märchen (dänisch Eventyr), unter anderen Däumelinchen, Des Kaisers neue Kleider, Die kleine Meerjungfrau, Die Prinzessin auf der Erbse, Der standhafte Zinnsoldat, Das hässliche Entlein und Die Schneekönigin.

## Leben

### Jugend und Ausbildung

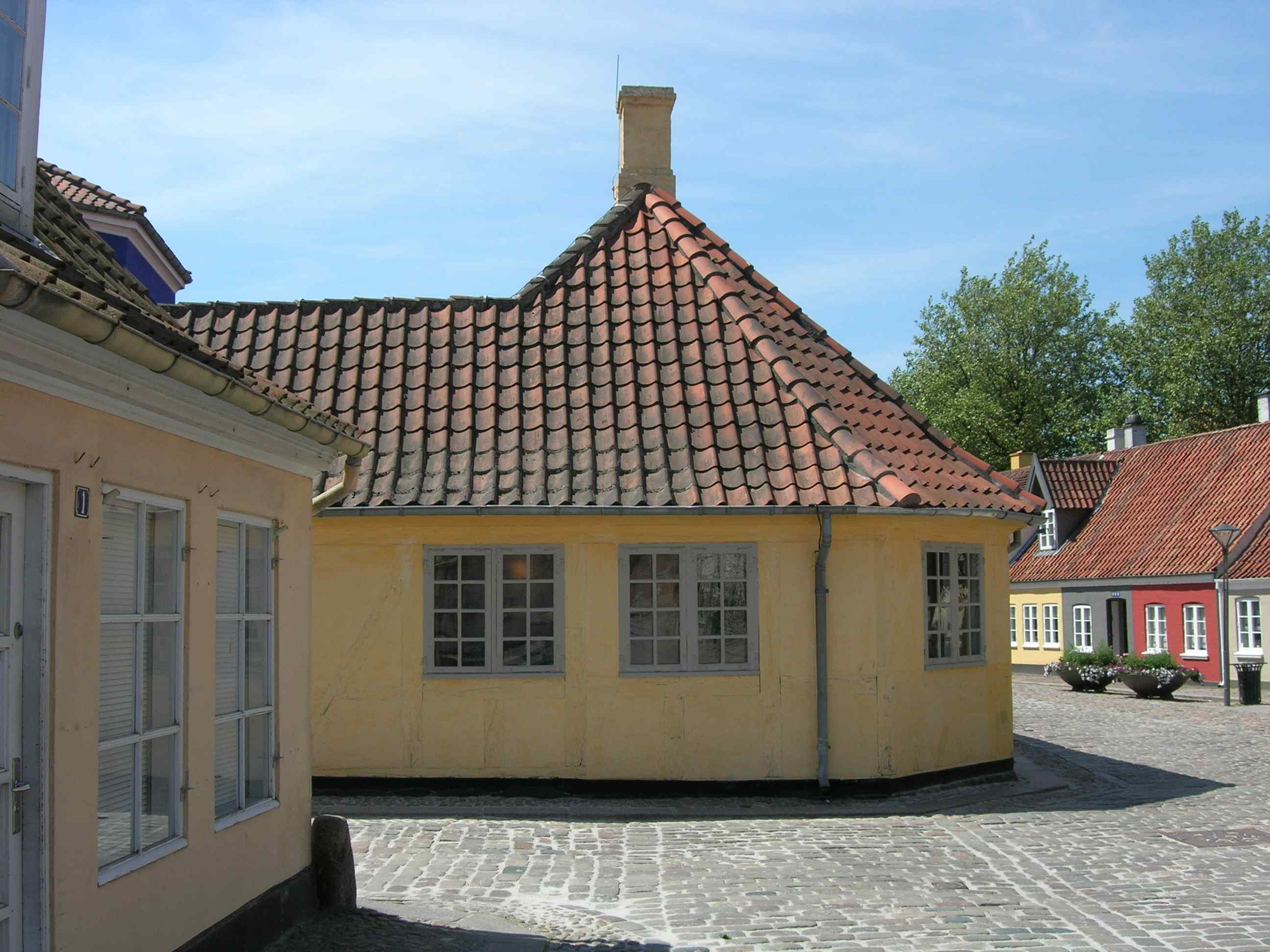
Das mutmaßliche Geburtshaus Andersens in Odense

Andersens Kindheitsheim in Odense

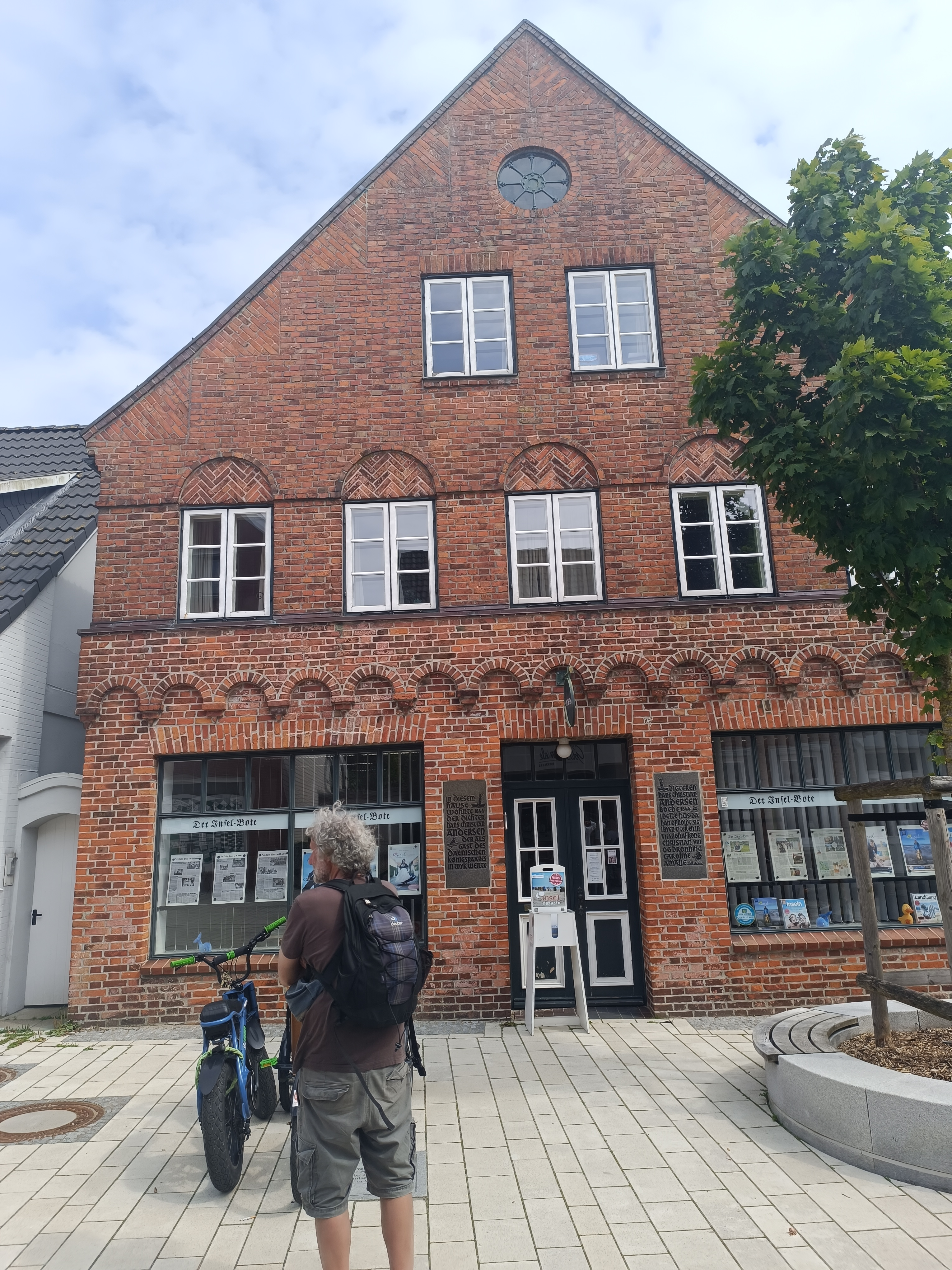
Haus in Wyk auf Föhr, in dem Andersen als Gast des dänischen Königspaars im Jahr 1844 lebte

Hans Christian Andersen wurde als Sohn des verarmten Schuhmachers Hans Andersen (1782–1816) und der alkoholkranken Wäscherin Anne Marie Andersdatter (ca. 1775–1833) in Odense auf Fünen geboren.
Nach dem Tod seines Vaters ging er mit 14 Jahren nach Kopenhagen und bemühte sich, dort als Schauspieler zum Theater zu kommen. Als ihm dies nicht gelang, versuchte er sich ebenso vergeblich als Sänger und verfasste schon erste kleine Gedichte. Schließlich nahm ihn Konferenzrat Jonas Collin, der damalige Direktor des Kopenhagener Königlichen Theaters, in seine Obhut und in sein Haus auf. Dort fühlte er sich besonders zu dem Sohn seiner Gasteltern, Edvard Collin, hingezogen, den diese Zuneigung jedoch eher befremdete und der diese nicht erwiderte. Eine enge Freundschaft verband ihn mit der jüngsten Tochter Louise Collin.
Von der Theaterdirektion unterstützt und durch König Friedrich VI. gefördert, konnte er von 1822 bis 1826 bei Rektor Simon Meisling eine Lateinschule in der kleinen Provinzstadt Slagelse besuchen, von 1826 bis 1828 eine weitere Lateinschule in Helsingør und anschließend die Universität Kopenhagen.

### Erste Werke und Reisen
Am Ende seiner Schulzeit entstand das Gedicht Das sterbende Kind, in dem der Autor die Welt aus der Sicht eines kleinen Kindes beschrieb. Diese Perspektivwahl wurde später typisch für sein literarisches Schaffen. Das Gedicht wurde in mehreren Sprachen veröffentlicht.
In dieser Zeit schrieb Andersen im Alter von ca. 18 Jahren auch sein erstes, unveröffentlichtes Märchen vom Talglicht, dessen Manuskript erst 2012 gefunden wurde. 1831 verfasste er das Gedicht Formens evige Magie, welches einen Beweis für den Satz des Pythagoras literarisch verarbeitete. Im Jahr 1835 lebte er eine Weile im sogenannten Schweizer Haus des Parks vom Schloss Liselund, wo er das Märchen Das Feuerzeug verfasste.
Andersen verliebte sich in Riborg Voigt, die Schwester seines Studienfreundes Christian Voigt. Allerdings war sie bereits einem anderen Mann versprochen. Ihren Abschiedsbrief bewahrte er zeitlebens in einem Ledersäckchen auf, das man erst nach seinem Tod fand.
Nach der Heirat Riborgs unternahm Andersen mehrere Reisen nach Deutschland, England, die Schweiz, Italien, Spanien, Portugal und in das Osmanische Reich. Unter dem Einfluss der italienischen Landschaft entstanden die ersten Vorformen der Kleinen Meerjungfrau. Die Beschreibung der Welt in dem gleichnamigen Märchen zeigt deutlich italienische Einflüsse. Auf Einladung seines Freundes, des dänisch-schweizerischen Uhrmachers Jules Frederik Jürgensen, kam er ins tief verschneite Le Locle, das ihn zur Schneekönigin inspiriert haben soll.
Auf seinen insgesamt 30 großen Reisen kam er 32-mal nach Dresden und 15-mal nach Maxen bei Dresden, wo er seine Freunde besuchte, die Mäzene Friederike und Friedrich Anton Serre. Dort schrieb er auch: „Des Herzens Sonnenschein in Sachsen, er strahlt am schönsten doch in Maxen.“
1857 verbrachte er mehrere Wochen im Hause von Charles Dickens.

### Spätere Jahre

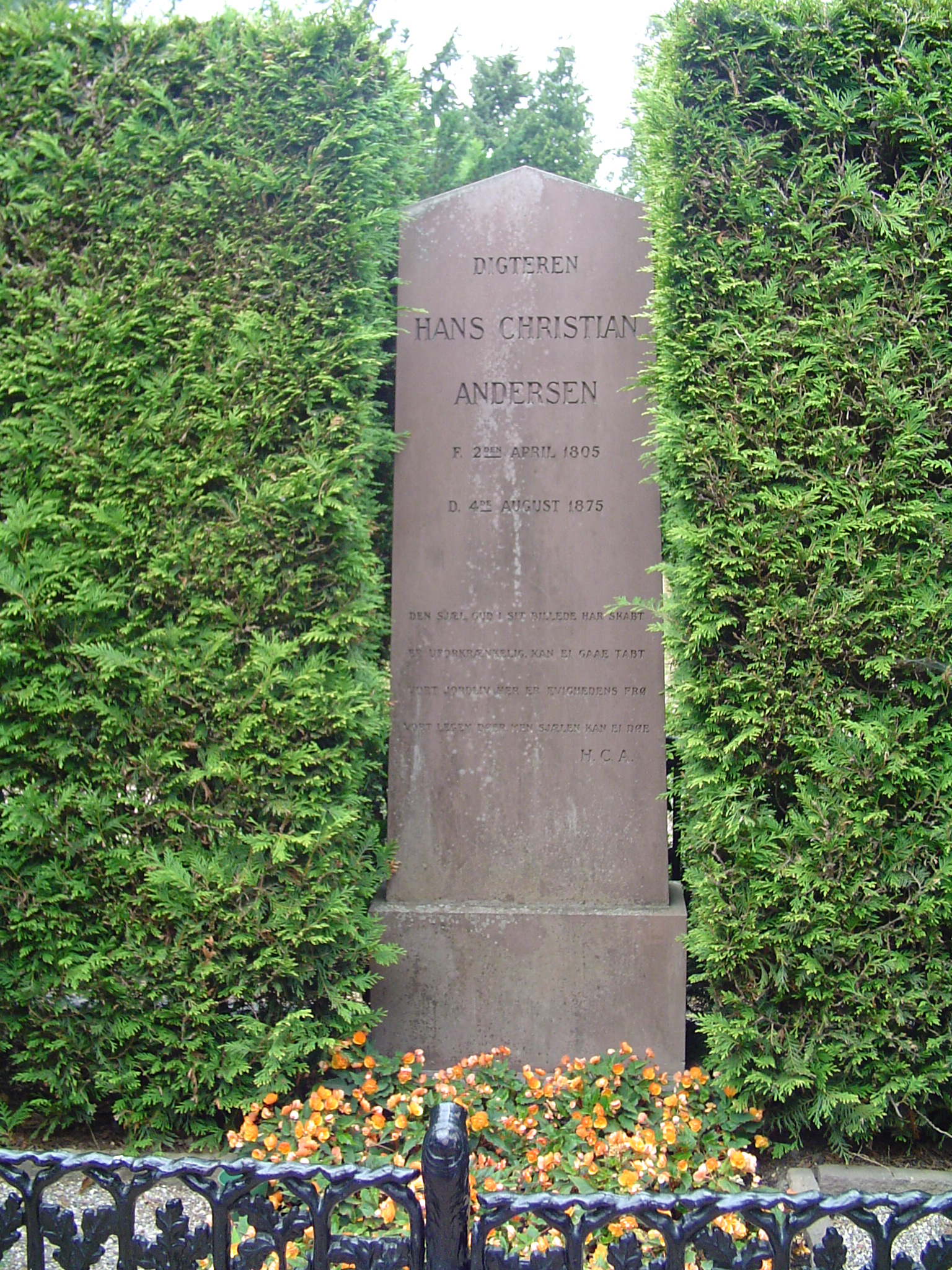
Hans Christian Andersens Grabstätte auf dem Assistenzfriedhof in Kopenhagen

In seinen späten Jahren war er mit vielen bekannten Frauen befreundet: Henriette Wulff († 13. September 1858 beim Brand der Austria), Tochter des Kommandeurs P. F. Wulff, ferner Sophie Ørsted, Tochter des Entdeckers des Elektromagnetismus Hans Christian Ørsted, und Jenny Lind, auch „die schwedische Nachtigall“ genannt, die er sehr verehrte. Andersen blieb jedoch lebenslang unverheiratet. Mit Edvard Collin verband ihn jedoch auch nach dessen Heirat im gegenseitigen Einvernehmen eine Freundschaft auf Distanz. Im Hans-Christian-Andersen-Center befindet sich sein umfangreicher Briefwechsel, darunter der Brief der Malerin Clara Heinke (älteste Tochter des Juristen Ferdinand Heinke), in dem sie ihm im August 1872 den Tod Friederike Serres mitteilt.
In der Wissenschaft wird kontrovers diskutiert, ob Andersen homosexuell gewesen sei. Diese Diskussion begann schon im 19. Jahrhundert und wurde 1901 mit dem Artikel Hans Christian Andersen: Beweis seiner Homosexualität von Carl Albert Hansen Fahlberg (Albert Hansen) in Magnus Hirschfelds Jahrbuch für sexuelle Zwischenstufen erstmals vertieft. Jüngere Untersuchungen haben versucht, in Andersens Märchen und Romanen insbesondere das Thema der homoerotischen Maskierung herauszuarbeiten.
Andersen war Hypochonder und wurde von einer Vielzahl von Ängsten geplagt. Seine Weltanschauung war der Pantheismus, Gott wird „naturalisiert“.
Im Mai 1874 empfing der Dichter den Fotografen Clemens Weller der Firma Hansen, Schou & Weller, um Aufnahmen von sich in seinen Privaträumen anfertigen zu lassen. Im September des Jahres fertigte Georg Emil Hansen die letzten Aufnahmen. Andersen starb siebzigjährig als international anerkannter und verehrter Dichter am 4. August 1875 in Kopenhagen und wurde dort auf dem Kopenhagener Assistenzfriedhof beigesetzt.

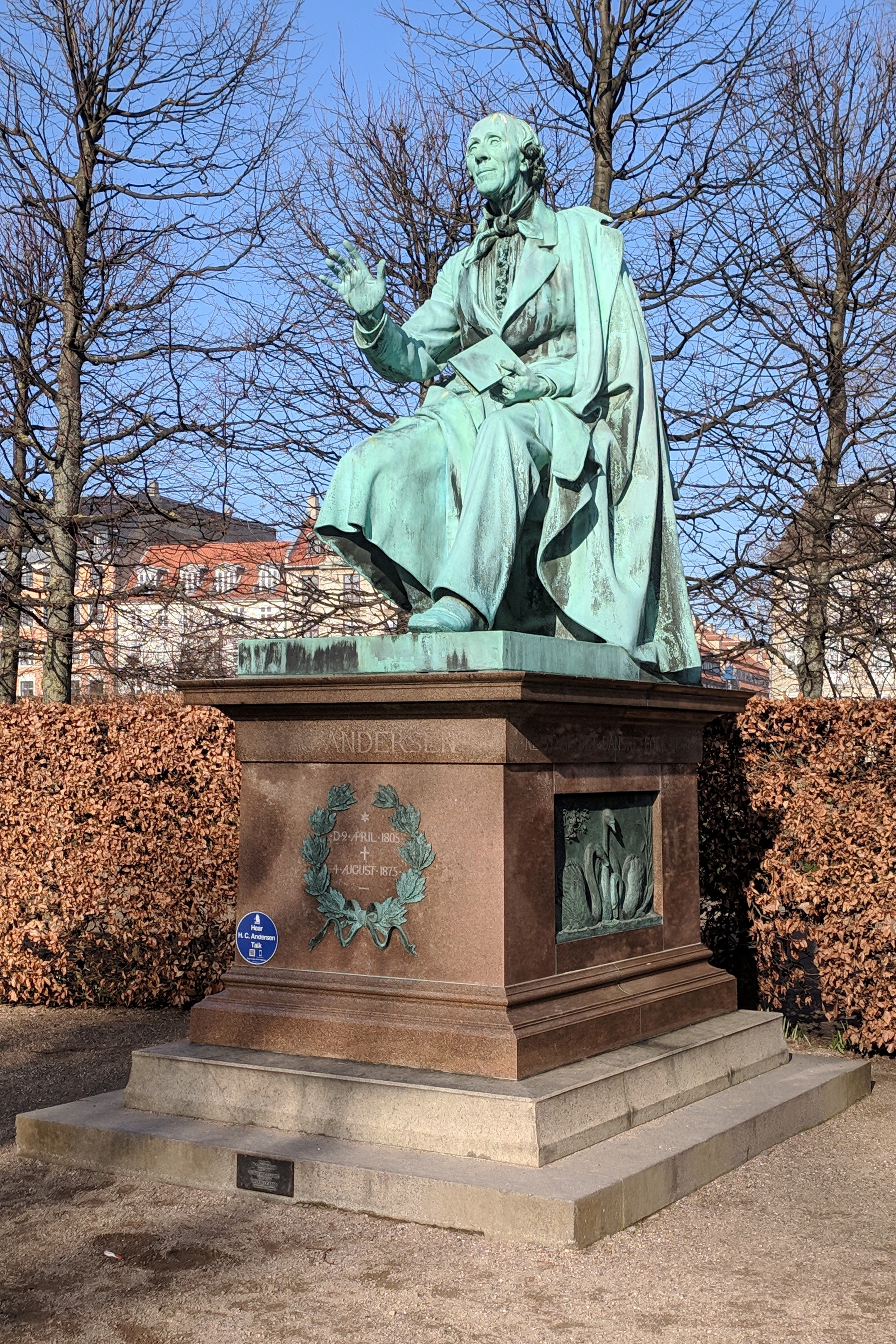
Denkmal für Hans Christian Andersen von August Saabye, Kopenhagen, Kongens Have, 1880

Noch zu Lebzeiten sollte für Hans Christian Andersen im Kongens Have in Kopenhagen ein Denkmal errichtet werden. Anlässlich seines 70. Geburtstags am 2. April 1875 bekam er die Zusage, dass genug Geld für ein Monument eingesammelt worden war, das allerdings erst fünf Jahre nach seinem Tod am 26. Juni 1880 feierlich enthüllt werden konnte. Das Bemerkenswerte ist, dass Andersen persönlich Einfluss auf die Gestaltung seines Denkmals genommen hat; denn er ärgerte sich darüber, dass er auf vielen Skizzen, die zu dem ausgeschriebenen Wettbewerb eingesendet wurden, von Kindern umringt dargestellt wurde. Er wollte nie auf seine Rolle als Märchenerzähler für Kinder reduziert werden, weil seine Geschichten oft satirische Merkmale haben, die nur von Erwachsenen in ihrer ganzen Bedeutung als Gesellschaftskritik erfasst werden können. Der dänische Bildhauer August Saabye hat Hans Christian Andersen sitzend dargestellt, wie er zu seinem Publikum spricht. In seiner linken Hand hält er das Buch, aus dem er vorgelesen hat und steckt die Finger als kurzzeitiges Lesezeichen zwischen die Buchseiten, während er die Geschichte mündlich weitererzählt. Die Seiten des Sockels sind mit zwei Reliefs aus seinen Geschichten verziert: Das hässliche Entlein und Die Geschichte des Jahres.

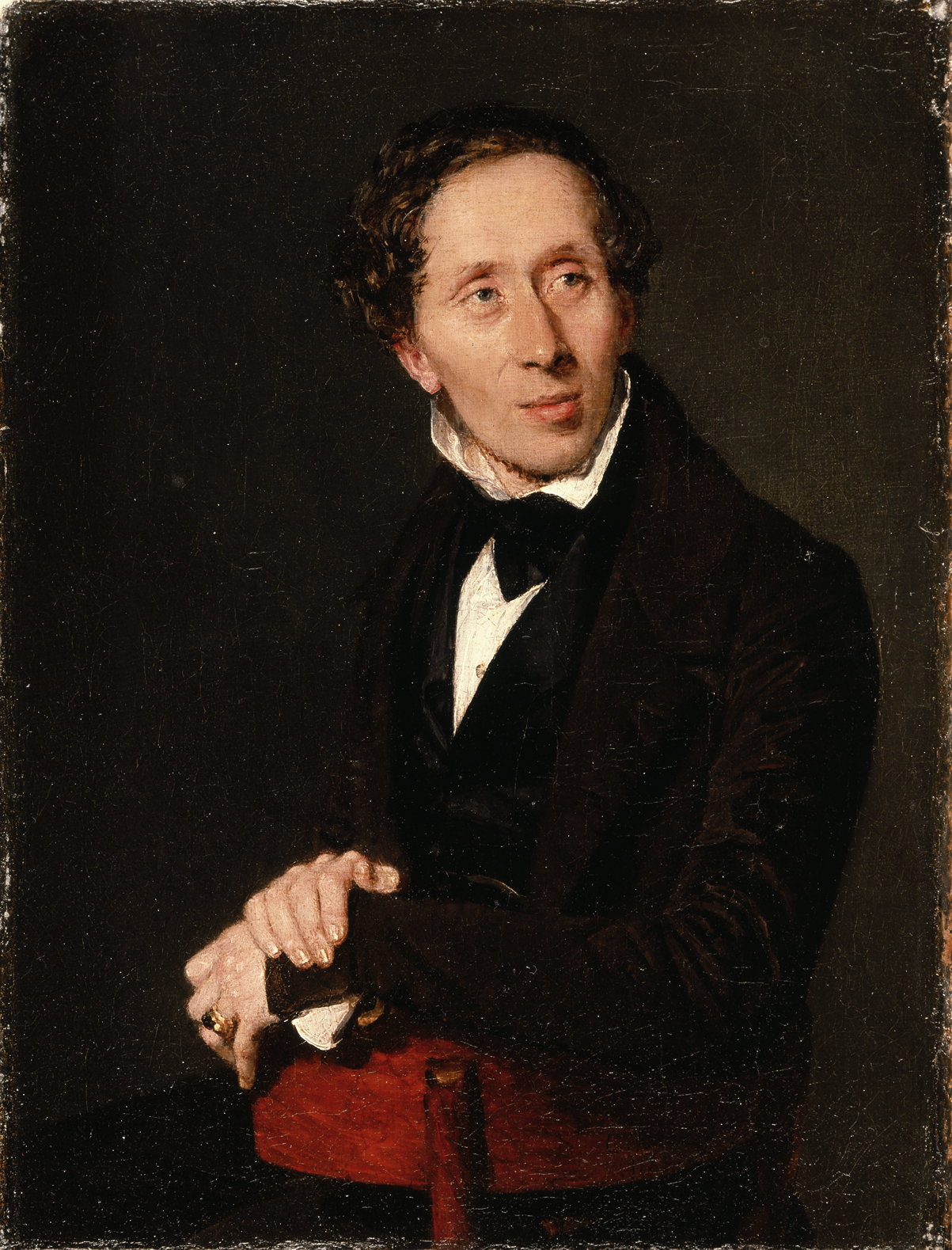
Hans Christian Andersen, 1836 von C. A. Jensen
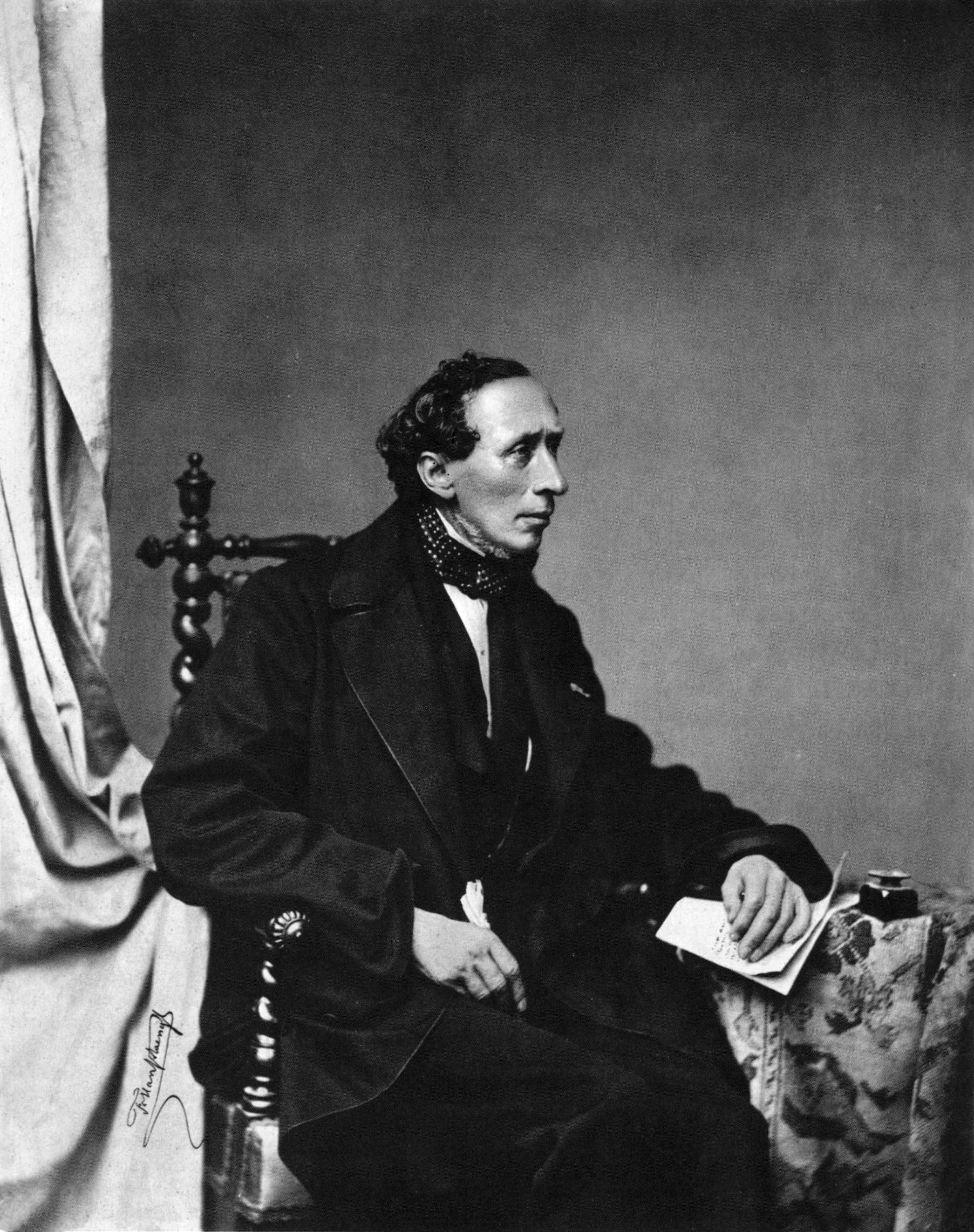
Hans Christian Andersen, 1860
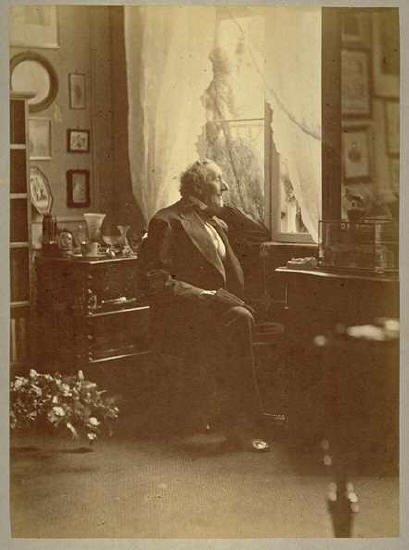
Hans Christian Andersen in seinem Wohnzimmer, 1874 Foto: Clemens Weller

## Werke
Hans Christian Andersen, der seinen Namen als Verfasser stets H. C. Andersen abzukürzen pflegte, wurde durch seine zahlreichen Märchen (dänisch Eventyr) berühmt – 156 insgesamt. Die folgende Aufzählung orientiert sich an der Reihenfolge in den zwei Bänden Gesammelte Märchen.
- Das Feuerzeug

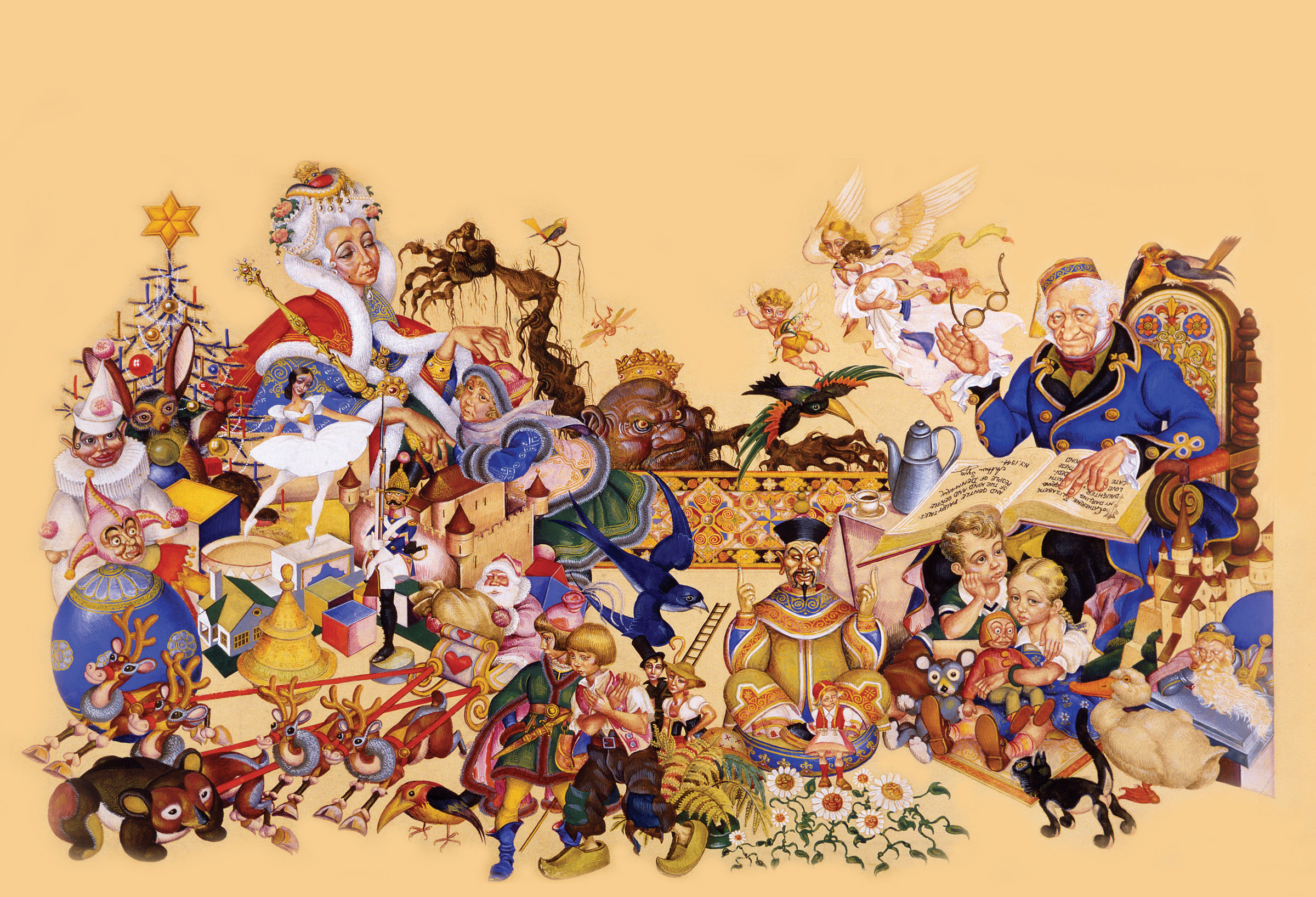
Arthur Szyk: Frontispiz zu einer amerikanischen Ausgabe von Andersens Märchen. New York 1945. Zu erkennen sind unter anderem Die Schneekönigin, Der standhafte Zinnsoldat und Des Kaisers Nachtigall.

- Der kleine Klaus und der große Klaus
- Die Prinzessin auf der Erbse
- Die Blumen der kleinen Ida
- Däumelinchen
- Der Reisekamerad
- Die kleine Meerjungfrau
- Des Kaisers neue Kleider
- Die Galoschen des Glücks
- Das Gänseblümchen
- Der standhafte Zinnsoldat
- Die wilden Schwäne
- Der Garten des Paradieses
- Der fliegende Koffer
- Die Störche
- Ole Lukøje
- Der Schweinehirt
- Der Buchweizen
- Der Engel
- Des Kaisers Nachtigall
- Die Brautleute
- Das hässliche Entlein
- Der Tannenbaum
- Die Schneekönigin
- Mutter Holunder
- Die Stopfnadel
- Die alte Kirchenglocke
- Erlenhügel
- Die roten Schuhe
- Der Springer
- Die Hirtin und der Schornsteinfeger
- Holger Danske (1845)
- Das kleine Mädchen mit den Schwefelhölzern
- Die Nachbarsfamilien
- Der kleine Tuk
- Der Schatten
- Das alte Haus
- Der Wassertropfen
- Die glückliche Familie
- Die Geschichte von einer Mutter
- Der Kragen
- Unterschiede müssen sein
- Die schönste Rose der Welt
- Die Geschichte des Jahres
- Es ist ganz gewiss
- Das Schwanennest
- Herzeleid
- Alles an seinen rechten Platz
- Das Heinzelmännchen beim Speckhöker
- Unter dem Weidenbaum
- Fünf aus einer Erbsenschote
- Sie taugte nichts
- Zwei Jungfern
- Am äußersten Meer
- Das Geldschwein
- Ib und die kleine Christine
- Tölpel-Hans
- Der Flaschenhals
- Suppe von einem Wurstspeiler
- Etwas
- Der letzte Traum der alten Eiche
- Die Tochter des Schlammkönigs
- Die Schnellläufer
- Die Glockentiefe
- Der Wind erzählt von Waldemar Daae und seinen Töchtern
- Kindergeschwätz
- Ein Stück Perlenschnur
- Das Kind im Grabe
- Der Hofhahn und der Wetterhahn
- Eine Geschichte aus den Dünen
- Der Mistkäfer
- Was Vater tut, ist immer recht
- Der Schneemann
- Die Eisjungfrau
- Der Schmetterling
- Der Bischof auf Börglum und seine Sippe
- In der Kinderstube
- Die Teekanne
- Das Heinzelmännchen und die Madam
- Verwahrt ist nicht vergessen
- Der Sohn des Pförtners
- Des Paten Bilderbuch
- Die Lumpen
- Was die Distel erlebte
- Die Wochentage
- Der Gärtner und die Herrschaft
- Der Krüppel
- Griechenland und der Orient – eine märchenhafte Reise
- Zwölf mit der Post
- Der Freundschaftsbund

Andersen bearbeitete Volksmärchen, bis sie seinen literarischen Ansprüchen genügten. Angelehnt an dänische, deutsche, griechische und mittelalterliche Sagen und historische Begebenheiten, dem Volksglauben verbunden und inspiriert von literarischen Strömungen seiner Zeit, aber auch von Naturphänomenen, schuf Andersen so die bedeutsamsten Kunstmärchen des Biedermeier. Andersens Märchen, die teilweise anderen bedeutenden dänischen Künstlern, wie dem Dichter Ambrosius Stub oder dem Bildhauer Bertel Thorvaldsen die Reverenz erweisen, sind nicht nur zeitlos; sie gehören längst zur Weltliteratur.
Allerdings sind etliche dieser 156 Märchen, so wie auch die autobiografischen Texte, Novellen, Dramen, Gedichte und Reiseberichte, die von seinem Schaffensreichtum zeugen, eher unbekannt. Auch als Romancier ist Andersen kaum bekannt: 1835 erschien als sein erster Roman Der Improvisator, den er während eines Italien-Stipendiums schrieb, und neben weiteren Romanen 1848 Die beiden Baroninnen, eine Waisenkind-Geschichte.

## Rezeption

### Übersetzungen
In den 1830er Jahren fand der junge Dichter in Deutschland größere Anerkennung als in seinem eigenen Heimatland. Sein Roman Der Improvisator (1835) erschien bald in deutscher Übersetzung. Die Märchen erschienen bereits um 1840 in unterschiedlichen deutschen Übersetzungen, darunter die seines Schulfreundes Friedrich Carl Petit.
Obwohl Andersen immer auf Dänisch schrieb, wurde die erste seiner veröffentlichten Autobiografien, übersetzt als Das Märchen meines Lebens ohne Dichtung, 1846 auf Deutsch herausgegeben. (Erst 1855 erschien seine große dänische Autobiografie, Mit Livs Eventyr.)
Auf einer Deutschlandreise im Jahre 1831 lernte Andersen den Dichter und Naturforscher Adelbert von Chamisso kennen, der ein eigenes Gedicht in Andersens Stammbuch schrieb und später einige Gedichte Andersens ins Deutsche übersetzte.
Ein Band mit mehreren kleineren Prosaschriften, deren dänische Originaltexte erst später gedruckt wurden, erschien 1860 in Leipzig als Aus Herz und Welt.

### Verfilmungen
- 1902: The Little Match Seller England, Regie: James Williamson
- 1928: Das Mädchen mit den Schwefelhölzern (La petite marchande d’allumettes), Regie: Jean Renoir
- 1941: Die schwedische Nachtigall, Regie: Peter Paul Brauer
- 1948: Die roten Schuhe (The Red Shoes), Regie: Michael Powell und Emeric Pressburger
- 1948: Der Kaiser und die Nachtigall (Císařův slavíc), Regie: Jiří Trnka
- 1950: Das Märchen meines Lebens, Regie: Ronald Haines
- 1952: Hans Christian Andersen und die Tänzerin (Hans Christian Andersen)
- 1952: Der König und der Vogel (Le Roi et l’oiseau), Regie: Paul Grimault
- 1957: Die Schneekönigin (Sneschnaja korolewa), Regie: Lew Atamanow
- 1959: Das Feuerzeug, Regie: Siegfried Hartmann
- 1962: Die wilden Schwäne (Dikiye lebedi), Regie: Michail Zechanowski, Wera Zechanowskaja
- 1964: Die Schneekönigin, Regie: Wolfgang Spier
- 1966: The Daydreamer, Regie: Jules Bass
- 1967: Die Schneekönigin (Sneschnaja korolewa), Regie: Gennadi Kasanski
- 1968: Ein uraltes Märchen (Старая, старая сказка), Regie: Nadeschda Koschewerowa
- 1971: Der kleine und der große Klaus, Regie: Celino Bleiweiß
- 1975: Andersen Dōwa - Ningyo Hime, Anime-Film von Toei Animation, Regie: Tomoaru Katsumata
- 1976: Die kleine Meerjungfrau, Regie: Karel Kachyňa
- 1976: Die traurige Nixe (Russalotschka), Regie: Wladimir Bytschkow
- 1977: Die Prinzessin auf der Erbse (Prinzessa na goroschine), Regie: Boris Ryzarew
- 1977: Die wilden Schwäne (Hakucho no Oji)
- 1980: Die Nachtigall (Соловей), Regie: Nadeschda Koschewerowa
- 1986: Die Schneekönigin (Lumikuningatar), Regie: Päivi Hartzell
- 1986: Galoschen des Glücks (Galose Stastia), Regie: Juraj Herz
- 1987: Die Schneekönigin, Regie: L. Čapek
- 1987: Die elf Schwäne (Дикие Лебеди), Regie: Helle Karis
- 1988: Der Tölpelhans, Regie: Bodo Schwarz
- 1988: Der Reisekamerad (Vandronik), Regie: Ludvík Ráža
- 1988: Der große und der kleine Klaus, Regie: Dusan Trancik
- 1989: Arielle, die Meerjungfrau (The Little Mermaid), Zeichentrickfilm der Walt-Disney-Studios, Regie: John Musker und Ron Clements
- 1994: Des Kaisers neue Kleider, Regie: Juraj Herz
- 1994: Däumeline (Thumbelina), Zeichentrickfilm, Regie: Don Bluth und Gary Goldman
- 1995: Die Schneekönigin (The Snow Queen), Zeichentrickfilm, Regie: Martin Gates
- 1996: Die Schneekönigin 2: Rückkehr zum Eispalast (The Snow Queen’s Revenge) Zeichentrickfilm, Fortsetzung des 1995 erschienenen Zeichentrickfilms nach Motiven von H. C. Andersen, Regie: Martin Gates
- 1998: Der Schatten (Stín), Regie: Ludvík Ráža
- 2001: Hans Christian Andersen – My life as a Fairytale, Regie: Philip Saville
- 2002: Die Schneekönigin (2002), Regie: David Wu
- 2005: The Red Shoes (Bunhongsin), Regie: Kim Yong-gyun
- 2006: Andersen. Das Leben ohne Liebe (Андерсен. Жизнь без любви), Regie: Eldar Rjasanow
- 2006: The Little Matchgirl, animierter Kurzfilm der Walt-Disney-Studios, Regie: Roger Allers
- 2009: Die wilden Schwäne (De vilde Svaner), Regie: Peter Flinth und Ghita Nørby
- 2010: Die Prinzessin auf der Erbse, Regie: Bodo Fürneisen
- 2010: Des Kaisers neue Kleider, Regie: Hannu Salonen
- 2013: Das Mädchen mit den Schwefelhölzern, Regie: Uwe Janson
- 2013: Die kleine Meerjungfrau, Regie: Irina Popow
- 2013: Die Eiskönigin – Völlig unverfroren, Animationsfilm der Walt Disney Studios, lose Adaption von Die Schneekönigin. Regie: Chris Buck und Jennifer Lee
- 2014: Die Schneekönigin, Regie: Karola Hattop
- 2017: Der Schweinehirt, Regie: Carsten Fiebeler
- 2018: Die Galoschen des Glücks, Regie: Friederike Jehn

### Fernsehserien
- 1971: Pixi im Wolkenkuckucksheim (Anderusen Monogatari), Anime-Fernsehserie von Mushi Production und Zuiyo Enterprise, Regie: Masami Hata
- 1999–2010: SimsalaGrimm, Zeichentrickserie, die auch auf einigen Andersen-Märchen basiert
- 2003: WunderZunderFunkelZauber – Die Märchen von Hans Christian Andersen (Der var engang...), Zeichentrickserie

### Musik
- Das Mädchen mit den Schwefelhölzern (Den lille Pige med Svovlstikkerne) – Oper von August Enna, Uraufführung (UA): 1897, Kopenhagen
- Die Seejungfrau. Fantasie für Orchester von Alexander von Zemlinsky (1902/03; UA: 1905, Wien)
- Le rossignol (frz. Die Nachtigall), Oper von Igor Strawinsky (1908–1914)
- Das Mädchen mit den Schwefelhölzern – Oper (1988–1996) von Helmut Lachenmann
- Die Schneekönigin – Musical von Sascha Böddecker, UA: 2004, Tecklenburg
- Der Mistkäfer – Orchestermärchen von Andreas N. Tarkmann, UA: 2004, Sinfonieorchester Wuppertal
- Die Prinzessin auf der Erbse – Orchestermärchen von Andreas N. Tarkmann, UA: 2006, Theater Aachen
- Die kleine Meerjungfrau – Musical – Musik-Bühne Mannheim
- Die Schneekönigin – Oper (2015/16) von Marius Felix Lange, UA: 23. April 2016, Düsseldorf, Deutsche Oper am Rhein

### Bilder
Wichtige Illustrationen zu den Märchen von Andersen gestalteten Elsa Beskow, Iwan Bilibin, Yan’ Dargent, Edmund Dulac, Lorenz Frølich, Paul Hey, Stefanie Kühl, Heinrich Lefler, Kay Nielsen, Vilhelm Pedersen, Arthur Rackham, Artuš Scheiner, Hugo Steiner-Prag, Nils Stenbock, Franz Wacik, Sulamith Wülfing.

### Theater
- Um die Lebensgeschichte von Hans Christian Andersen geht es in Johann Kresniks Tanzstück Hans Christian Andersen, das im Dezember 2005 in der Bonner Oper uraufgeführt wurde.
- Die Markus Zohner Theater Compagnie brachte 2005 das Musiktheaterstück Hans Christian Andersen – Das Doppelleben eines seltsamen Poeten in der Regie von Patrizia Barbuiani heraus. Das Stück erzählt in farbenreichen Szenen und Bildern das Leben Hans Christian Andersens, von seiner Geburt in Odense, seine Ausbildung in Kopenhagen und Slagelse, über seine Reisen und wichtigen Begegnungen bis zu seinem Tod.
- Das Theater Basel inszenierte in Andersens Erzählungen das Verhältnis zu Edvard Collin als tragische Liebesgeschichte. Die spartenübergreifende Schauspieloper wurde 2019 in Basel uraufgeführt.[15]

## Ehrungen und Andenken

### Andersen-Preise
- Hans Christian Andersen Preis – wichtigste internationale Auszeichnung für Kinderbuchautoren und -illustratoren
- Hans-Christian-Andersen-Literaturpreis – internationaler Literaturpreis, der seit 2007 alle zwei Jahre durch ein Komitee der Stadt Odense vergeben wird
- Premio Andersen – italienischer Kinderbuchpreis

### Museen
- Im dänischen Odense gibt es drei Museen:
  - H. C. Andersens Hus, sein wahrscheinliches Geburtshaus,
  - H. C. Andersens Barndomshjem, das Haus, in dem er die Kindheit verbrachte, und
  - das neue Hans-Christian-Andersen-Museum, das am 30. Juni 2021 öffnete. Entworfen von Architekt Kengo Kuma aus Japan. Auf 5600 m² Fläche, teilweise abgesenkt, realisiert für umgerechnet über 50 Mio. Euro. Laut Kreativdirektor Henrik Lübker lehnt sich die Ausstellung an das Werk „Der Schatten“ an und stellt wie Andersens Märchen eher Fragen, als dass es Antworten gibt.[16] – Es soll sich dem Zauber der Andersen-Märchen widmen, war Jahre in Planung und sollte mit einer im November 2016 erfolgten Spende der Stiftung von Arnold Peter Møller realisiert werden.[17]
- In Solvang, Kalifornien, USA, 1911 gegründet von dänischen Lehrern, wurde spätestens 2007 ein Museum Hans Christian Andersen gewidmet.[18]

### Würdigungen

H.C. Andersen Statue im Central Park (New York City, USA)

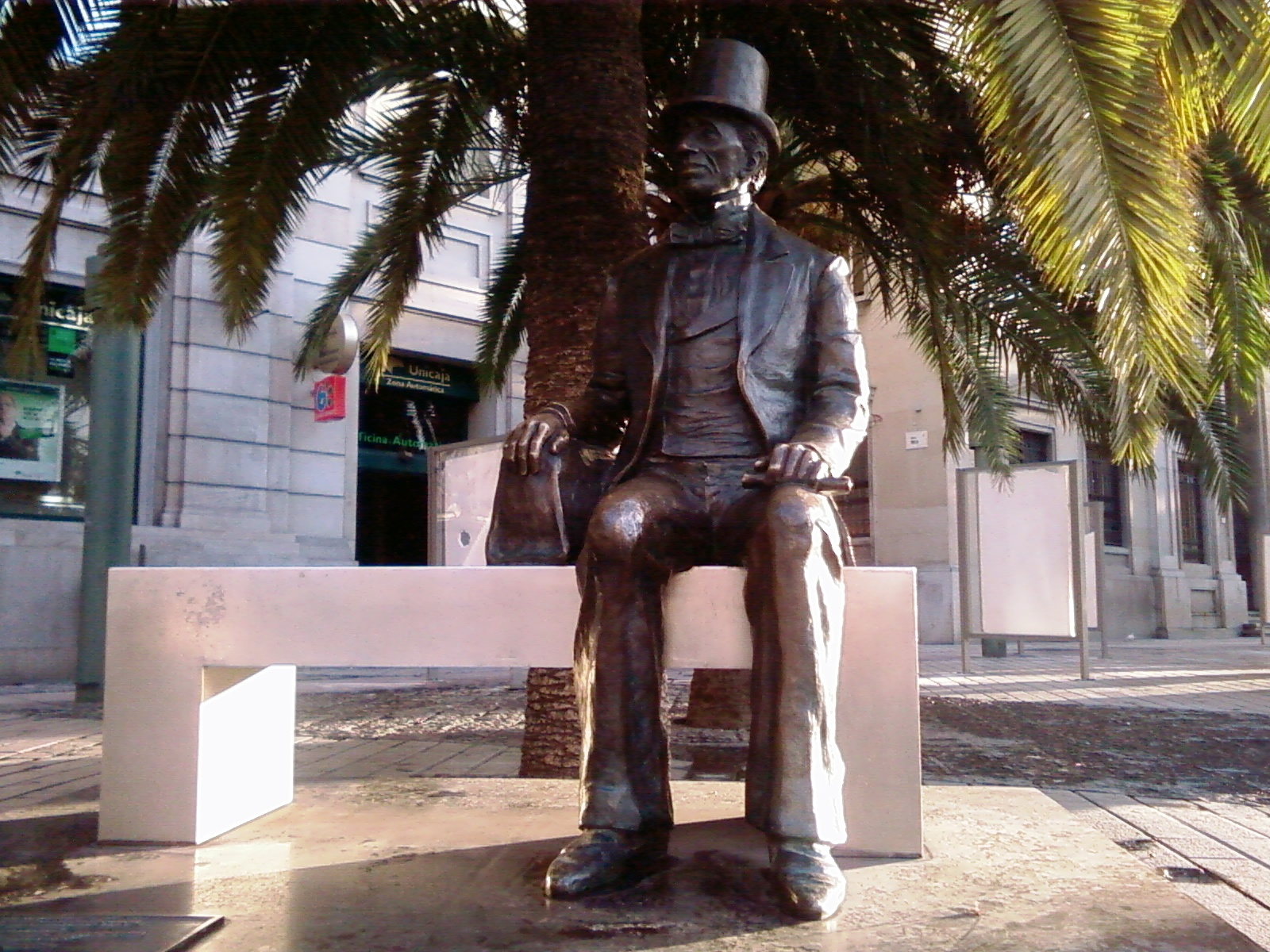
H.C. Andersen Statue auf Málaga (Spanien)

- Der Welttag des Kinderbuches findet stets am 2. April statt – Andersens Geburtstag.
- Die Bronzeskulptur der Kleinen Meerjungfrau im Hafen von Kopenhagen hat ihr Vorbild in dem gleichnamigen Märchen Andersens. Das Kunstwerk wurde 1913 nach dem Entwurf von Edvard Eriksen dort aufgestellt.
- Der Flughafen Odense wurde nach ihm benannt.
- Viele deutsche Schulen tragen seinen Namen, etwa in Kiel, Bielefeld, Bochum, Köln, Leverkusen-Hitdorf und Lippstadt.
- Straßen in mehreren deutschen Städten – beispielsweise in Hennef, Kerpen, Neuwied und Zwickau – wurden nach ihm benannt.
- Die Dänische Nationalbank gab in den 2000er Jahren Gedenkmünzen zu Andersens Märchen heraus.[19]
- Die Deutsche Post der DDR und die Deutsche Post AG gaben zu Ehren Andersens Sondermarken heraus, im letztgenannten Fall am 7. April 2005.
- Die Stadt Sestri Levante in Ligurien, die Andersen mehrfach besuchte, veranstaltet jedes Jahr ein mehrtägiges Andersen-Festival.
- Nach Hans Christian Andersen wurde 1983 eine Rosensorte benannt.[20]
- In Wyk auf Föhr hängt an dem Nachrichtengebäude des „Insel-Boten“ ein Schild über Hans Christian Andersen, der die Insel 1844 besuchte.
- Anlässlich seines 200. Geburtstages 2005 weihte Prinzessin Benedikte zu Dänemark in Hamburg den Hans-Christian-Andersen-Park ein und in Málaga eine Bronzeskulptur des Dichters, wo er 1862 zu Besuch weilte.[21]

Bronzeskulptur der Kleinen Meerjungfrau im Hafen von Kopenhagen
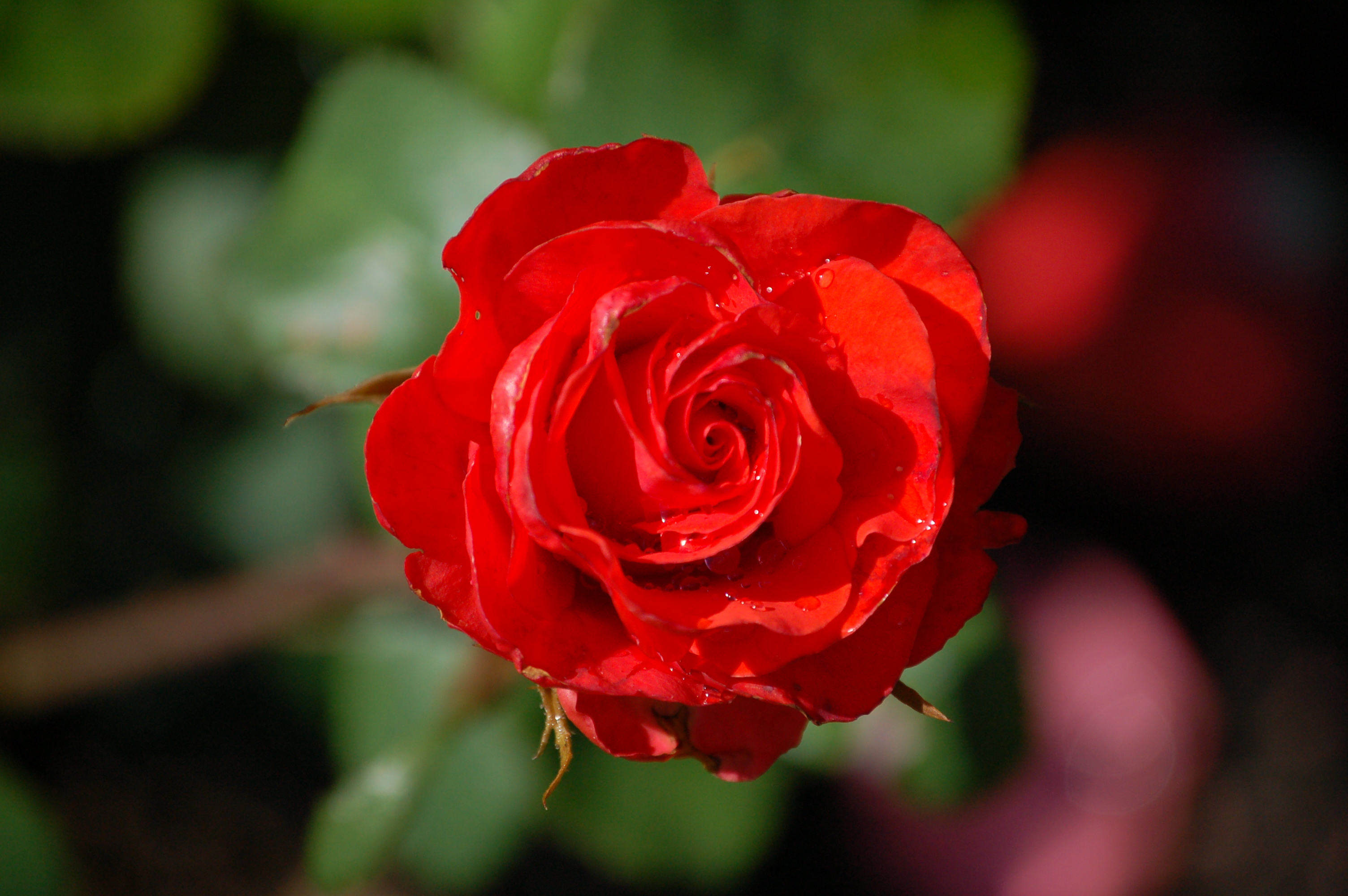
Rose „H. C. Andersen“, Poulsen, 1983
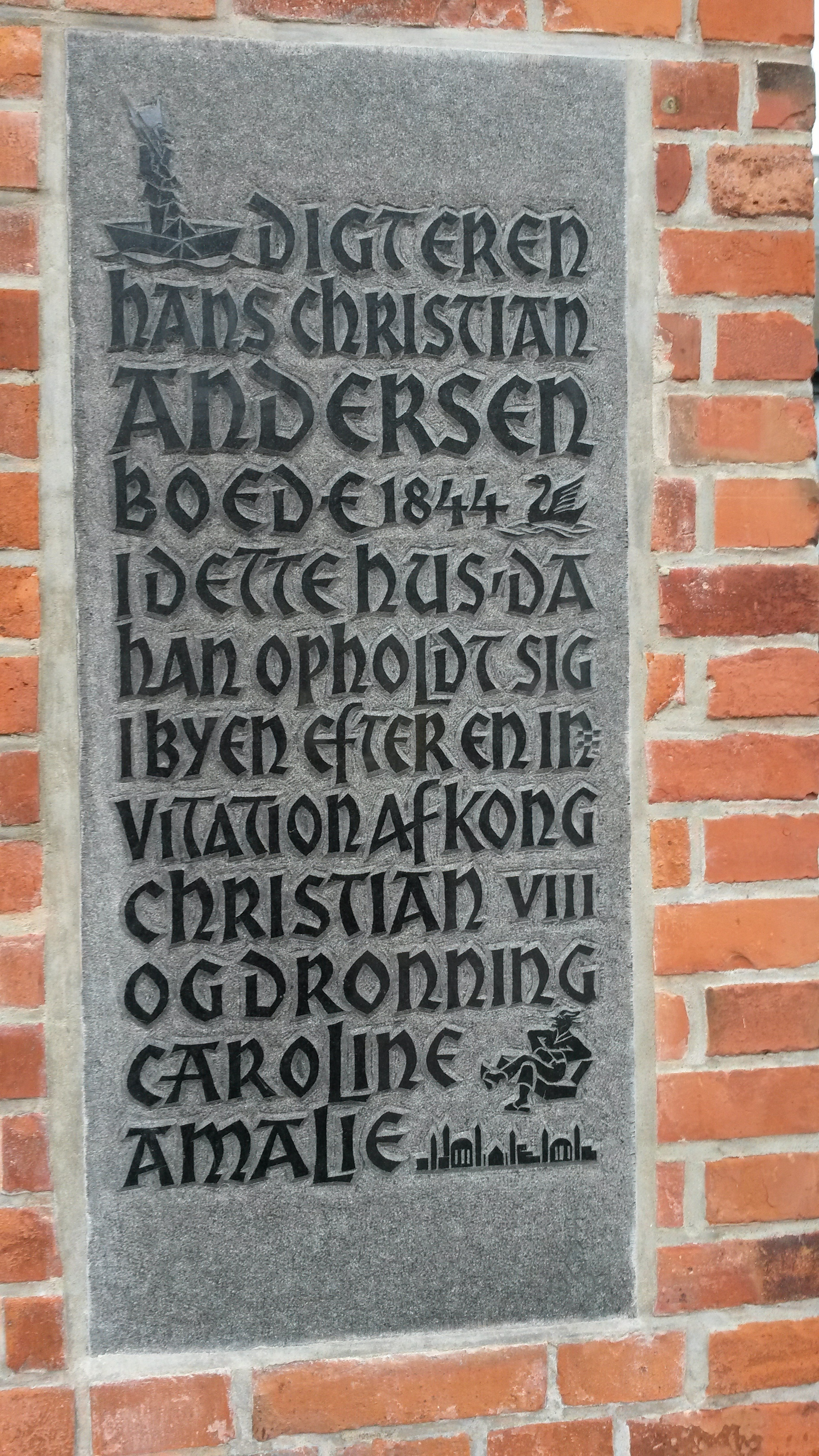
Andersen auf Föhr

## Bibliographie

### Einzelwerke
(chronologisch nach der dänischen Erstausgabe)
- Skyggebilleder af en Reise til Harzen, det sachsiske Schweitz etc. etc., i Sommeren 1831. 1831.
  - Reiseschatten von einem Ausfluge nach dem Harz, der Sächsischen Schweiz im Sommer 1831. In: Gesammelte Werke. Bd. 17. 1847.
- Agnete og Havmanden. Dramatisches Gedicht in zwei Teilen. 1833.
  - Agnete und der Meermann. In: Gesammelte Werke. Bd. 23. 1847.
- Improvisatoren. Roman. 1835.
  - Der Improvisator. Übersetzt von Jörg Scherzer. Ars vivendi, Cadolzburg 2004, ISBN 3-89716-517-1.
- O. T. Roman. 1836.
  - O. Z. In: Gesammelte Werke. Bd. 6–8. 1847.
  - O.T. Neu übersetzt von Heinrich Denhardt, mit einem Vorwort von Heinrich Detering. Secession Verlag, Berlin 2019, ISBN 978-3-96639-002-6.[22]
- Kun en Spillemand. Roman. 1837.
  - Nur ein Geiger. In: Gesammelte Werke. Bd. 9–11. 1847.
  - Das Irrlicht. In neuer Fassung hrsg. von Franz Werner Schmidt. F. Schneider, Berlin 1923.
  - Nur ein Spielmann. Hrsg. von Klaus Tudyka. Henschel, Berlin 1958.
  - Nur ein Spielmann. Übersetzt von Bernd Kretschmer. Mit einem Nachwort von Johan de Mylius. S. Fischer, Frankfurt am Main 2005, ISBN 3-10-000825-1.
- Maurerpigen. Tragödie. 1840.
  - Raphaella. In: Gesammelte Werke. Bd. 22. 1847.
- Mulatten. Romantrisches Drama. 1840.
  - Der Mulatte. In: Gesammelte Werke. Bd. 24. 1847.
- En Digters Bazar. 1842.
  - Eines Dichters Basar. Aus dem Dänischen von W. C. Christiani. 2 Bde. Eduard Kummer, Leipzig 1843 (Digitalisat von Bd. 1 bei Google Books und von Bd. 2 (Ausgabe 1849, ohne Übersetzerangabe) in der Digitalen Bibliothek Mecklenburg-Vorpommern)
  - Hrsg. und mit einem Nachwort versehen von Gisela Perlet. Müller und Kiepenheuer, Hanau / Main 1984, ISBN 3-7833-8301-3.
- Den nye Barselstue. Komödie. 1845.
  - Die neue Wochenstube. 1853.
- Billedbog uden Billeder. Märchensammlung. 1847.
  - Bilderbuch ohne Bilder. Übersetzt von Friedrich de La Motte Fouqué. Besser, Berlin 1842.
  - Bilderbuch ohne Bilder. Übersetzt von Ulrich von Baudissin. Illustrationen von Carl von Binzer. Paul Neff, Stuttgart [1875].
  - Bilderbuch ohne Bilder. Übersetzt von Bernhard Jolles. Insel-Bücherei 192. Insel, Leipzig 1916.
  - Bilderbuch ohne Bilder. Übersetzt von Ulrich Sonnenberg. Insel, Frankfurt a. M. / Leipzig 2009, ISBN 978-3-458-19319-7.
- Ahasverus. Epos. 1847.
  - Ahasverus. In: Gesammelte Werke. Bd. 29–30. 1847.
- De to Baronesser. Roman. 1848.
  - Die zwei Baronessen. In: Gesammelte Werke. Bd. 32–35. 1847.
  - Die zwei Baronessen. Mit Vorwort und Kommentar von Käte Hamburger. Akademischer Verlag Heinz, Stuttgart 1982, ISBN 3-88099-615-6.
  - Die beiden Baroninnen. Übersetzt von Erik Gloßmann. Ars vivendi, Cadolzburg 2005, ISBN 3-89716-530-9.
- I Sverrig. Reisebuch. 1851.
  - In Schweden. In: Gesammelte Werke. Bd. 36/37. 1851.
- Mit Livs Eventyr. Autobiographie. 1855.
  - Das Märchen meines Lebens. In: Gesammelte Werke. Bd. 1/2. 1847.
- At være eller ikke være. Roman. 1857.
  - Sein oder Nichtsein. Roman in drei Theilen. Frei aus dem Dänischen übersetzt von H. Denhardt. Reclam, Leipzig 1883.
  - Sein oder Nichtsein. Übersetzt von Erik Gloßmann. Ars vivendi, Cadolzburg 2003, ISBN 3-89716-483-3.
- I Sverrig. 1861.
  - In Schweden. In: Gesammelte Werke. Bd. 36/37. 1851.
- I Spanien. Reisebuch. 1863.
  - In Spanien. Wiedemann, Leipzig 1864.
- Et Besøg i Portugal. 1866.
  - Ein Besuch in Portugal. In: Gesammelte Werke. Bd. 48. 1878.
- Hønse-Grethes Familie. 1869 (schriftstellerischer Bezug auf das Leben der Marie Grubbe).
- Lykke-Peer. Erzählung. 1870.
  - Der Glücks-Peter. In: Gesammelte Werke. Bd. 49. 1871.
  - Der Glückspeter. Übersetzt von Marie Fiesel. Hendel, Halle a.d.S. [1888]
  - Der Glückspeter. Übersetzt von Friedrich Ramhorst. Fischer & Franke, Berlin 1897.

### Gesamtausgaben
- H. C. Andersen's Gesammelte Werke. Vom Verfasser selbst besorgte Ausgabe. 50 Bände. Lorck, Leipzig (Bd. 38 sowohl bei Lorck (Leipzig) als auch bei Wiedemann (Leipzig) erschienen; Bd. 39–46 bei L. Wiedemann (Leipzig), Bd. 47–50 bei Hartknoch (Leipzig) erschienen; Digitalisate in der Digitalen Bibliothek Mecklenburg-Vorpommern).
  - Band 1–2: Das Märchen meines Lebens ohne Dichtung. Eine Skizze. 1847.
  - Band 3–5: Der Improvisator. 1847.
  - Band 6–8: O. Z. 1847.
  - Band 9–11: Nur ein Geiger. 1847.
  - Band 12–15: Gesammelte Märchen. 1847.
  - Band 16: Bilderbuch ohne Bilder. 1847.
  - Band 17: Reiseschatten von einem Ausfluge nach dem Harz, der Sächsischen Schweiz im Sommer 1831. 1847.
  - Band 18–21: Eines Dichters Bazar. 1847.
  - Band 22: Raphaella : Tragödie in fünf Acten. 1847.
  - Band 23: Agnete und der Meermann : Dramatisches Gedicht in zwei Abtheilungen. 1847.
  - Band 24: Der Mulatte : Romantisches Drama in fünf Acten. 1847.
  - Band 25: Die Glücksblume : Märchen-Komödie in zwei Aufzügen. 1847.
  - Band 26–28: Gesammelte Gedichte. 1847.
  - Band 29–30: Ahasverus. 1847.
  - Band 31: Neue Märchen. 1848.
  - Band 32–35: Die zwei Baronessen. 1848.
  - Band 36–37: In Schweden. 1851.
  - Band 38: Gesammelte Historien 1. 1859.
  - Band 39–41: Sein oder Nichtsein. 1857.
  - Band 42: Gesammelte Historien 2. 1859.
  - Band 43: Gesammelte Historien 3. 1859.
  - Band 44: Neue Märchen und Geschichten 1. 1862.
  - Band 45: Neue Märchen und Geschichten 2. 1866.
  - Band 46: Neue Märchen und Geschichten 3. 1867.
  - Band 47: Neue Märchen und Geschichten 4. 1870.
  - Band 48: Ein Besuch in Portugal. 1870.
  - Band 49: Der Glücks-Peter : Eine Erzählung. 1871.
  - Band 50: Neue Märchen und Geschichten 5. 1872.

- H. C. Andersen Samlede Skrifter. Reitzel, Kopenhagen 1854–1879:
  - Band 1–2: Improvisatoren. 1854.
  - Band 3: O. T. : original roman i to dele. 1854.
  - Band 4: De to baronesser : original roman i 3 dele. 1854.
  - Band 5/6: Kun en spillemand : original i 2 dele. 1854.
  - Band 7/8: Samlede skrifter. 1854.
  - Band 9/10: En digters bazar. 1854.
  - Band 11–14: Dramatiske arbeider 1–4. 1854.
  - Band 15–16: Digte 1–2. 1854.
  - Band 17–18: Samlede skrifter. 1855.
  - Band 19–20: Eventyr. 1855.
  - Band 21–22: Mit livs eventyr. 1855.
  - Band 23: At være eller ikke være. 1857.
  - Band 24: I Spanien. 1878.
  - Band 25–27: Nye eventyr og historier. 1868.
  - Band 28: Reiseskizzer og pennetegninger. 1868.
  - Band 29: Nye eventyr og historier. 1876.
  - Band 30: Samlede skrifter. 1876.
  - Band 31–32: Dramatiske arbeider 5–6. 1876.
  - Band 33: Digte : tillæg. 1879.

- Andersen's Werke. Neu übersetzt mit Biographie, Einleitung und Anmerkungen versehen von Emil J. Jonas. Bichteler, Berlin (ab Bd. 7 im Verl. Schultz, Straßburg, erschienen).
  - Band 1–3: Märchen und Geschichten. 1877/1878.
  - Band 4–5: Das Märchen meines Lebens. 1879.
  - Band 6: Der Improvisator. 1880.
  - Band 7: Kleine Schriften. 1881.
  - Band 8: Nur ein Geiger. 1881.

### Moderne Ausgaben
(chronologisch aufsteigend)
- Schräge Märchen. Ausgesucht und aus dem Dänischen übertragen von Heinrich Detering, mit einem Essay von Michael Maar. (= Die Andere Bibliothek). Eichborn, Frankfurt am Main 1997, ISBN 978-3-8218-4457-2; Neuauflage: Deutscher Taschenbuch-Verlag, München 2002, ISBN 978-3-423-20584-9.
- Andersens Märchen. Illustrationen von Ruth Koser-Michaëls. Knaur, München 2003, ISBN 3-426-66111-X.
- Tagebücher 1825–1875. Hrsg. und übersetzt von Gisela Perlet. Insel Taschenbuch 2886, Insel Verlag, Frankfurt am Main und Leipzig 2003, ISBN 3-458-34586-8.
- Umrisse einer Reise – von Kopenhagen nach dem Harze, der Sächsischen Schweiz und über Berlin zurück. (Volltext). Erscheinungsjahr 1839, Neuauflage 2005, Edition Godewind, ISBN 978-3-938347-40-9.
- mit Gerda Raidt (Illustrationen): Der Tannenbaum. Nach der Übersetzung von Thyra Dohrenberg. Sauerländer, Düsseldorf 2007, ISBN 978-3-7941-5162-2.
- Die Schneekönigin. arsEdition, München 2008, ISBN 978-3-7607-2786-8.
- Bilderbuch ohne Bilder. Gedichte in Prosa. Aus dem Dänischen von Heinrich Detering. Philipp Reclam jun., Stuttgart 2009, ISBN 978-3-15-010714-0.
- Andersens Märchen. Vollständig überarbeitete und illustrierte Ausgabe speziell für digitale Lesegeräte. 50 Märchen, illustriert mit 124 Zeichnungen. Null Papier Verlag, Neuss, 1. Auflage 2011, ISBN 978-3-943466-11-9 (Kindle), ISBN 978-3-943466-65-2 (Epub), ISBN 978-3-943466-74-4 (PDF).
- Des Kaisers neue Kleider, illustriert von Vitali Konstantinov. Verlagshaus Jacoby & Stuart, 2013, ISBN 978-3-942787-07-9.
- Es ist wirklich ganz gewiss. Aus dem Dänischen übersetzt von Arne Kayser. Illustrationen: Ina von Jeinsen. Steidl Verlag, Göttingen 2018, ISBN 978-3-95829-579-7.
- Reise im Ballon. Gedichte. L.S.D. (Steidl Verlag), Göttingen 2019, ISBN 978-3-95829-523-0.
- Sämtliche Märchen und Geschichten als Hörbuch. Buchfunk Verlag, Leipzig 2019, ISBN 978-3-86847-584-5.

## Literatur

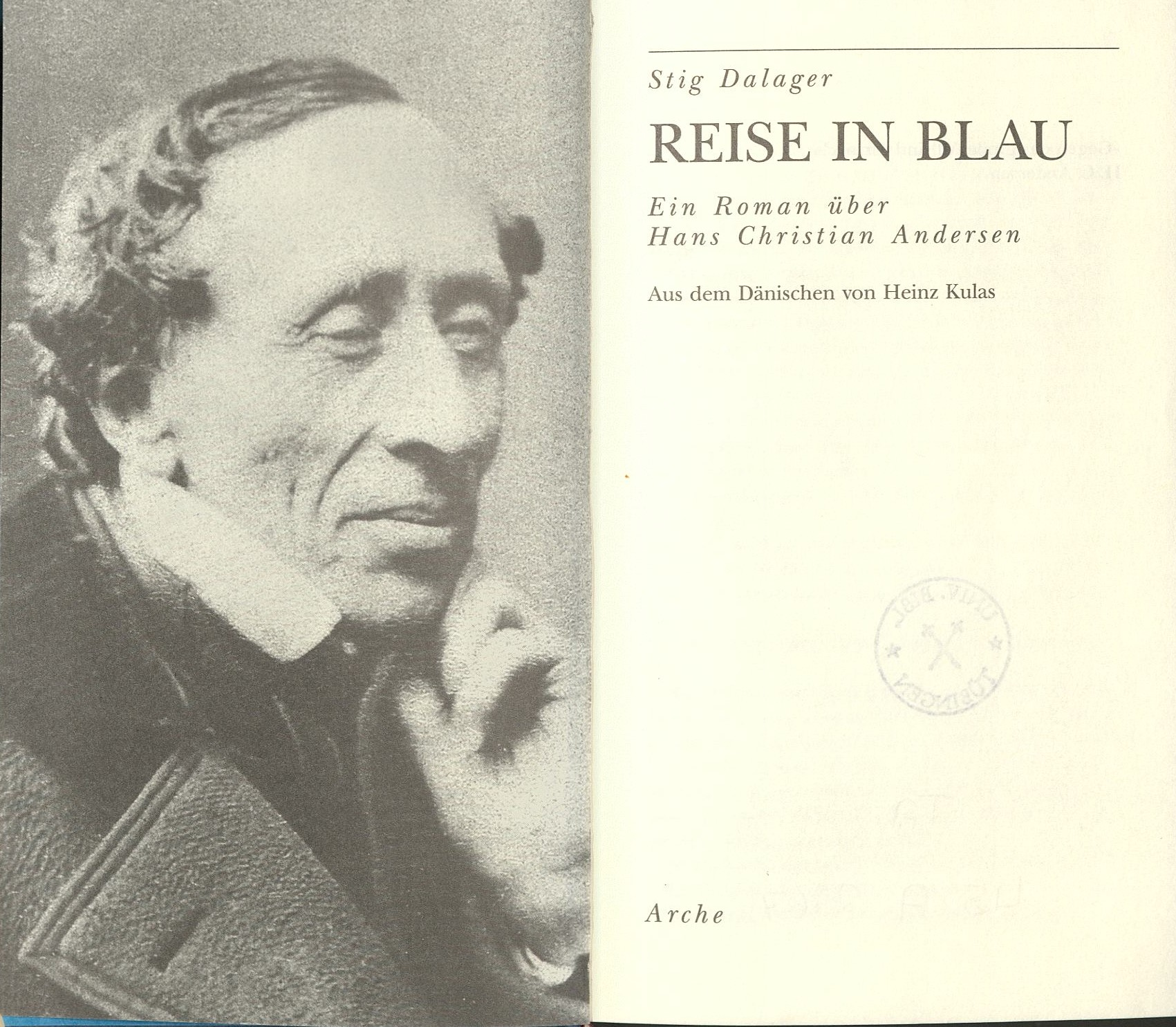
Stig Dalager: Reise in Blau (2005)

## Filme
- Märchen für die Welt – Hans Christian Andersen. Dokumentarfilm, Deutschland, 2020, 51:41 Min., Buch und Regie: Sabine Bier, Produktion: doc.station, ZDF, arte, Erstsendung: 19. Dezember 2020 bei arte, Inhaltsangabe von ARD, online-Video aufrufbar bis zum 17. April 2021.
- Das Kalifornien der Poesie – Hans Christian Andersen in Schweden. Dokumentarfilm, BR Deutschland, 1984, 44:30 Min., Buch und Regie: Vera Botterbusch, Produktion: BR, Inhaltsangabe.